# Zeche Arenberg-Fortsetzung

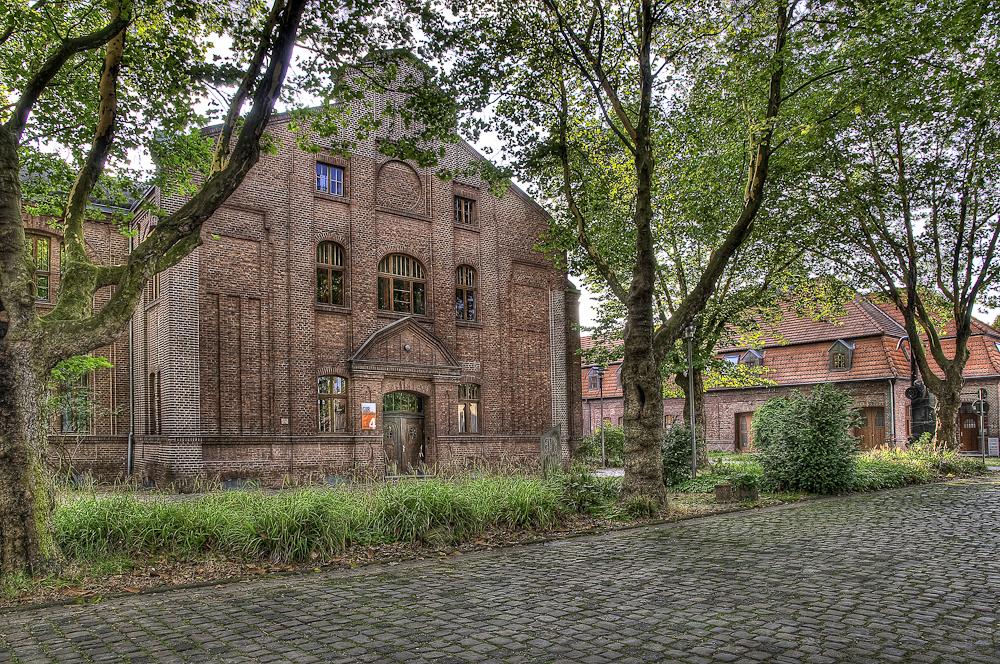
Zeche Arenberg-Fortsetzung Eingang Ost (Gesellschaft für innovative Beschäftigungsförderung)

Die Zeche Arenberg-Fortsetzung war ein Steinkohlen-Bergwerk in Bottrop.

## Geschichte
Im Januar 1856 gründeten Mitglieder der bekannten Unternehmerfamilien Waldthausen, Hammacher, Haniel, Huyssen, Morian und Grillo die Arenbergsche Bergbau- und Hüttengesellschaft, die nach einer Statutenänderung seit Mai 1856 unter dem Namen Arenbergsche Aktiengesellschaft für Bergbau- und Hüttenbetrieb firmierte. Die zunächst erworbenen Mutungen Gottfried, Konstantinopel, Maximilian und Prosper I - VI lagen alle im Raum Bottrop. Inhaber des Bergregals war der Herzog Prosper von Arenberg. Daraus erklärt sich der Name des Unternehmens.
- 1856 Abteufbeginn für Schacht Prosper I (1863 Förderung),
- 1871 Abteufbeginn für Schacht Prosper II (1875 Förderung),
- 1893 Abteufen der Wetterschächte 3 und 4,
- 1909/1910 Beteiligung an der Gründung der Gewerkschaft Arenberg-Fortsetzung.

Von 1910 bis 1930 war die Zeche Arenberg Fortsetzung in Betrieb. Nach ersten Abteufarbeiten 1910 wurde ab 1912 auf der modernen Doppelschachtanlage Arenberg-Fortsetzung mit der Kohleförderung begonnen. Dementsprechend zügig gestaltete sich der Bau der Betriebsgebäude.
Die ursprüngliche Symmetrie der Gesamtanlage entsprach in ihrer kompakten Gestaltung dem Repräsentationswillen der Gründerzeit. Die Liebe zum verspielten Detail ist noch heute erkennbar. Beispiele dafür sind die Fensterformen und Treppengeländer. Ihre Gestaltung ist geprägt durch die Ornamentik des Jugendstils mit seinen geschwungenen Linien. Nach der endgültigen Stilllegung 1930 lag das Gelände 60 Jahre lang brach. Im Zuge der Internationalen Bauausstellung (IBA) entstand ein Gründerzentrum.
Im Jahre 1919 ging die Gewerkschaft Arenberg-Fortsetzung auf die Rheinischen Stahlwerke AG über. Die Fusion zwischen der Arenberg AG für Bergbau und Hüttenbetrieb und der Rheinischen Stahlwerke AG erfolgte 1922. Von da an gab es innerhalb der Rheinischen Stahlwerke AG eine Abteilung Arenberg.

## Stilllegung
Die Weltwirtschaftskrise veranlasste die Rheinische Stahlwerke AG zur Zusammenfassung der Steinkohlenförderung. Daher wurde die Förderanlage „Arenberg Fortsetzung“ 1/2 nebst Kokerei im Jahre 1930 stillgelegt. Die Schächte wurden als Außenanlage der Zeche Prosper III zugewiesen.

## Heutiger Zustand
Nach Abwurf der Arenbergschächte sind keine Förderanlagen mehr erkennbar. Einige denkmalwürdige Nebengebäude im Stil der Zeit um 1910 sind erhalten. Auf dem Zechengelände befinden sich Gewerbeansiedlungen.
Die Kohleverflüssigungsanlage wurde 1981 von der Ruhrkohle AG als „Kohleölanlage Bottrop“ erneut experimentell in Betrieb genommen. Sie war bis 1992 in Betrieb.
Heute ist hier der Sitz der landeseigenen Gesellschaft für innovative Beschäftigungsförderung (G.I.B. NRW).

## Sonstiges
1958 wurde ein Massengutfrachter, der von der Seereederei Frigga für die Rheinische Stahlwerke AG betrieben wurde, auf MS Arenberg getauft.